# Langues de Nouvelle-Irlande
Les langues de Nouvelle-Irlande sont un groupe des langues méso-mélanésiennes qui sont largement parlées sur la Nouvelle-Irlande en Papouasie-Nouvelle-Guinée.
En 2008, l'analyse de la Austronesian Basic Vocabulary Database a redimensionné la taille de ce groupe, en en retirant les langues des Salomon du Nord-Ouest et les langues de Nehan-Bougainville de la famille traditionnelle de Nouvelle-Irlande ; mais la même analyse a conforté l'existence de ce groupe qui comprend désormais :
- langues lavongai-nalik : le nalik, le kara, le tiang, le tigak et le tungag ;
- le mandara (îles Tabar) ;
- les langues patpatae-tolai (en), comme le minigir, le patpatar ou le kuanua.

Auparavant, le mandara était regroupé avec le Lavongai-Nalik, mais l'analyse de 2008 n'accorde plus que 60 % de certitude à cette théorie.
N'étaient pas incluses dans l'analyse, les langues suivantes : langues madak, langues barok : le barok, langues lavatbura-lamusong, le madak ;
- les langues Tabar ; le lihir, le notsi ;
- le tomoip.